# International American University College of Medicine
Die International American University ist eine Offshore Medical School, eine medizinische Lehrstätte, die vor allem für Studenten aus den Vereinigten Staaten und Kanada, in Vieux Fort, Saint Lucia in der Karibik ist. Das Anmeldebüro der Schule befindet sich in Dallas, Texas.

## Studium
Das College wurde als Universität eingerichtet (chartered) und autorisiert von der Regierung von St. Lucia mit dem Ziel Undergraduate und Postgraduate-Abschlüsse bis zum Doctor of Medicine (M.D.) zu verleihen. Das Studium verwendet die modernsten Lehrmittel und Methoden nach dem Vorbild der amerikanischen Ausbildung. Es gibt zahlreiche Zusammenarbeiten mit Gesundheits-Organisationen, Akademischen Medizinischen Institutionen und anderen Einrichtungen. Die Hochschule wurde erst 2003 gegründet und hatte im ersten Semester nur neun Studenten. Der erste Studiendekan war Paul Cherian, der 2015 emeritiert wurde.

## Akkreditierung
Die Hochschule wird in der World Directory of Medical Schools gelistet und erscheint auch bei Europa World of Learning.
Die IAU ist anerkannt von der Educational Commission for Foreign Medical Graduates, dem Medical Council of Canada, dem Medical Council of India und dem St. Lucian Medical and Dental Council. Die Universität ist eingetragen beim Ministry of Education (Bildungsministerium) in St. Lucia.
Außerdem ist sie ein Mitglied der Association of Commonwealth Universities (ACU).